# Món petit
|  | Per a altres significats, vegeu «Món menut». |

Món petit (2013) és una pel·lícula documental sobre l'Albert Casals, un jove que es mou amb cadira de rodes a causa d'una leucèmia patida amb només 5 anys. El documental reflecteix com la seva circumstància personal no li ha impedit fer realitat el seu somni: Viatjar per tot el món. I fer-ho a la seva manera. Sense diners, sense companyia i sense equipatge. Carregat només amb la seva imaginació i el seu coratge. És una cinta dirigida per Marcel Barrena i produïda per Umbilical Produccions amb TV3, TVE, ICAA, ICEC, i Corte y confección de películas.
La pel·lícula és un dels documentals catalans de més èxit de tots els temps, assolint fites com dues mencions a l'IDFA, el festival de documentals més important del món. Va guanyar el Gaudí a la Millor Pel·lícula Documental, una nomimació al Goya i va participar en decenes de festivals de països de tot el món, exhibint-se fins i tot al Moving Image Museum de Nova York.
El programa de Televisió de Catalunya Sense Ficció el va escollir com un dels 10 millors documentals de la dècada, i crítics com Neil Young de The Hollywood Reporter en va dir que era una de les 10 millors pel·lícules de l'any.

## Estrena
La cinta es va estrenar oficialment el 15 de març de 2013. El film es va poder veure a les sales: Cinemes Girona, Cinemes Méliès (Barcelona); Espai Funàtic (Lleida); Cinemes Albéniz (Girona); Centre Municipal (Olot)., a més d'altres sales a Madrid, Illes Balears, València...
La seva primera exhibició pública va ser a l'IDFA de 2012, el festival de documentals més important del món, on va obtenir dos premis, una fita històrica pel documental català.
És un dels documentals més vistos i premiats de la cinematografia catalana.

## Protagonistes
Albert Casals, Àlex Casals, Jordi Socías, Alba Casals, Gabriel Vilanova, Jennifer Vallejo, Anna Socías, Mont Serradó, Pilar Alamán, Pepita Moliné, Melanie Gordo, Anaïs Galván i la participació especial de Rarawa Kohere.

## Argument
El documental se centra en la figura d'Albert Casals, un jove de 20 anys que es mou en cadira de rodes a causa d'una leucèmia que va patir quan tenia 5 anys. Des dels 14 ha viatjat sense diners, sense companyia i sense equipatge. Món petit fa un seguiment del seu repte més ambiciós, arribar a un remot far de Nova Zelanda amb la seva xicota Anna. Mesclant les tècniques de l'autofilmació amb els mètodes tradicionals del gènere documental la cinta mostra la personalitat del protagonista, la seva història d'amor, la seva filosofia de vida, i la manera d'educar dels seus pares.
| «                                             | Una de "les deu millors pelis de l'any" | » |
| — Neil Young a Jugsaw, The Hollywood Reporter |                                         |   |

## Premis i reconeixements
- 2012: Selecció oficial al Palm Springs Film Festival, Los Angeles[7]
- 2012: IDFA d'Amsterdam (Premi DOC U! a la Pel·lícula preferida del jurat juvenil)[8]
- 2012: IDFA d'Amsterdam (3r lloc premi del públic)
- 2013: Millor documental al Boulder International Film fest
- 2013: Gaudí a la millor pel·lícula documental
- Ha estat seleccionada en 17 festivals internacionals.